# Ozyptila rauda
De Ozyptila rauda (tên tiếng Anh: alpenbodemkrabspin) là một loài nhện trong họ Thomisidae.
Loài này thuộc chi Ozyptila. Ozyptila rauda được Eugène Simon miêu tả năm 1875.